# Rubus efferatus
Rubus efferatus är en rosväxtart som beskrevs av William Grant Craib. Rubus efferatus ingår i släktet rubusar, och familjen rosväxter. Inga underarter finns listade i Catalogue of Life.